# Virginia Felipe Saélices
Virginia Felipe Saélices, née le 31 mai 1981, est une femme politique espagnole membre de Podemos.

## Biographie

### Carrière politique
Le 15 octobre 2015, elle est désignée sénatrice par les Cortes de Castille-La Manche en représentation de Castille-La Manche au Sénat.